# Катадромні види

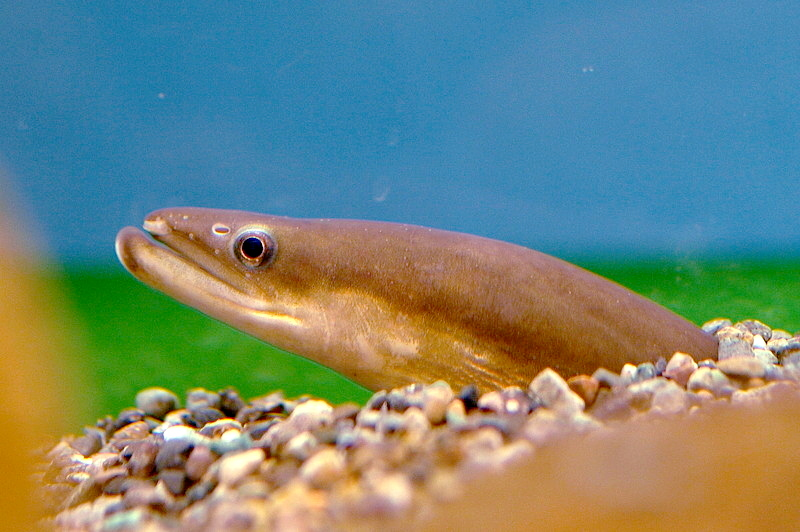
Вугрові (Anguiillidae) — катадромні риби. На знімку — унаґі (Anguilla japonica)

Катадромні види — це види риб, що репродукуються у морській воді, а нагулюються у прісних водах. Ця група містить представників родини Вугрові (Anguillidae), що налічує 16 видів, серед яких найбільш відомі вугор американський (Anguilla rostrata) і європейський (Anguilla anguilla).